# Anastrephoides
Anastrephoides este un gen de muște din familia Tephritidae.

Cladograma conform Catalogue of Life:
| Anastrephoides | \| \| Anastrephoides annulifera \| \| \| \| \| \| Anastrephoides gerckei \| \| \| \| \| \| Anastrephoides matsumurai \| \| \| \| |
|                | \| \| Anastrephoides annulifera \| \| \| \| \| \| Anastrephoides gerckei \| \| \| \| \| \| Anastrephoides matsumurai \| \| \| \| |
|                | Anastrephoides annulifera |
|                | |
|                | Anastrephoides gerckei |
|                | |
|                | Anastrephoides matsumurai |
|                | |